# Олстейт-арена
Олстейт-арена (англ. Allstate Arena) — многофункциональная крытая арена для проведения спортивных соревнований и концертов. Расположена в северо-западном пригороде Чикаго, городе Роузмонт, Иллинойс. Находится на пересечении Мэнхайм-роуд и автомагистрали I-90. Арена примыкает к Международному аэропорту О’Хара.
Домашняя арена хоккейного клуба «Чикаго Вулвз» из AHL, баскетбольного клуба «Чикаго Скай» из WNBA, баскетбольной команды университета Де Поля и команды «Чикаго Раш» по арена-футболу.
С 1980 по 1999 носила название «Роузмонт Хорайзон» (англ. Rosemont Horizon). В 1999 году компания Allstate Insurance Company вложила в стадион 20 млн долларов в обмен на право на название.

## События

Вид внутри арены перед игрой баскетбольной команды университета Де Поля

### Рестлинг
«Олстейт-арена» является стандартным местом проведения мероприятий по рестлингу WWE в Чикаго. Это одна из двух площадок (вторая — «Мэдисон-сквер-гарден»), которая трижды принимала WrestleMania: вторую часть WrestleMania 2 в 1986 году, WrestleMania 13 в 1997 году и WrestleMania 22 в 2006 году. WrestleMania 22 также примечательна тем, что это последняя на сегодняшний день WrestleMania, проведенная на малой арене.
На этой арене также проводились The Wrestling Classic в 1985 году, два шоу Survivor Series (1989 и 2019), No Mercy 2007, Night of Champions 2010, два шоу Judgment Day (1998 и 2009), два шоу Extreme Rules (2012 и 2015), два шоу Backlash (2001 и 2017), два шоу Money in the Bank (2011 и 2018), три шоу Payback (2013, 2014 и 2016) и все три турнира NXT TakeOver: Chicago (2017, 2018 и 2019).